# Caluso
Caluso est une commune de la ville métropolitaine de Turin dans le Piémont en Italie.

## Culture locale et patrimoine

### Lieux et monuments
- Villa Griselli

## Transport
La commune est traversée par la ligne de Chivasso à Aoste, la gare de Caluso est desservie par des trains régionaux (R) Trenitalia. Il y a également la gare de Rodallo située, à proximité du village éponyme, sur le territoire de la commune au Sud-Ouest de la ville de Caluso.

## Administration
| Période                                  | Période  | Identité      | Étiquette | Qualité |
| ---------------------------------------- | -------- | ------------- | --------- | ------- |
| 14 juin 2004                             | En cours | Marco Suriani |           |         |
| Les données manquantes sont à compléter. |          |               |           |         |

### Hameaux
Rodallo, Arè, Vallo, Carolina, Molliette

### Jumelage
Caluso est jumelé avec la ville de
- Brissac-Quincé (France)

### Communes limitrophes
San Giorgio Canavese, Candia Canavese, Barone Canavese, Mazzè, Foglizzo, Montanaro, Chivasso